# Tulsa (film, 1949)
Pour plus de détails, voir Fiche technique et Distribution.
Pour les articles homonymes, voir Tulsa (homonymie).
Tulsa est un film américain réalisé par Stuart Heisler, sorti en 1949.

## Synopsis
L'éleveur Nelse Lansing est tué dans une bagarre alors qu'il visite l'entreprise Tanner Petroleum pour signaler la pollution liée à la production de pétrole, celle-ci ayant tuée une partie de son bétail. La fille de Lansing, Cherokee, initialement dans le but de punir Tanner pour la mort de son père, acquiert alors des droits de forage sur sa terre. 

## Fiche technique
- Titre : Tulsa
- Titre original : Tulsa
- Réalisation : Stuart Heisler
- Scénario : Curtis Kenyon et Frank S. Nugent d'après une histoire de Richard Wormser
- Production : Walter Wanger et Edward Lasker (producteur associé) pour Eagle-Lion Films
- Musique : Frank Skinner
- Photographie : Winton C. Hoch
- Montage : Terry O. Morse
- Direction artistique : Nathan Juran
- Costumes : Herschel McCoy
- Pays d'origine : États-Unis
- Format : Couleur (Technicolor) - Son : Mono (RCA Sound System)
- Genre : Drame
- Durée : 90 minutes
- Dates de sortie : 26 mai 1949 (États-Unis)

## Distribution
- Susan Hayward : Cherokee Lansing
- Robert Preston : Brad Brady
- Pedro Armendáriz : Jim Redbird
- Lloyd Gough : Bruce Tanner
- Chill Wills : Pinky Jimpson (narrateur)
- Ed Begley : John J. 'Johnny' Brady
- Jimmy Conlin : Homer Triplette
- Roland Jack : Steve

Acteurs non crédités
- Iron Eyes Cody : Un indien Osage
- Chief Yowlachie : Charlie Lightfoot